# Hapalemur occidentalis
Hapalemur occidentalis là một loài động vật có vú trong họ Lemuridae, bộ Linh trưởng. Loài này được Rumpler mô tả năm 1975.

## Hình ảnh

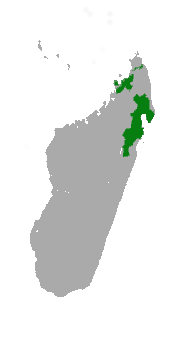